# Asio abyssinicus
Asio abyssinicus là một loài chim trong họ Strigidae.